# SNOLAB
SNOLAB — канадская подземная физическая лаборатория, расположенная на глубине 2 км в никелевом руднике Вейла Крейтон в Садбери (Онтарио, Канада). После завершения первоначального эксперимента по наблюдению за нейтрино в Садбери (SNO), объекты инфраструктуры были расширены до постоянной подземной лаборатории. 

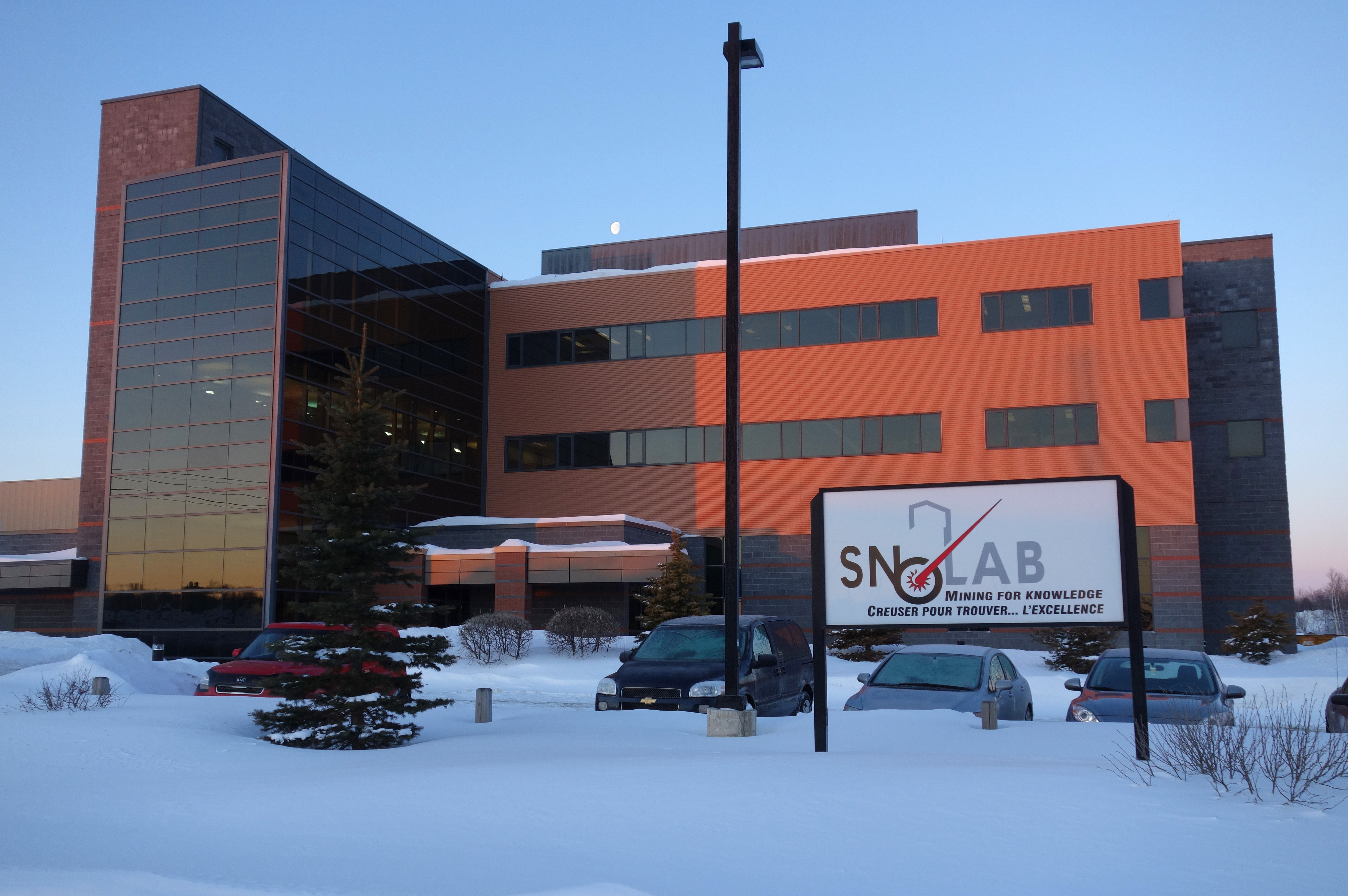
SNOLAB, здание на поверхность. Оно соединено с подземной лабораторией узкоколейкой железной дорогой.

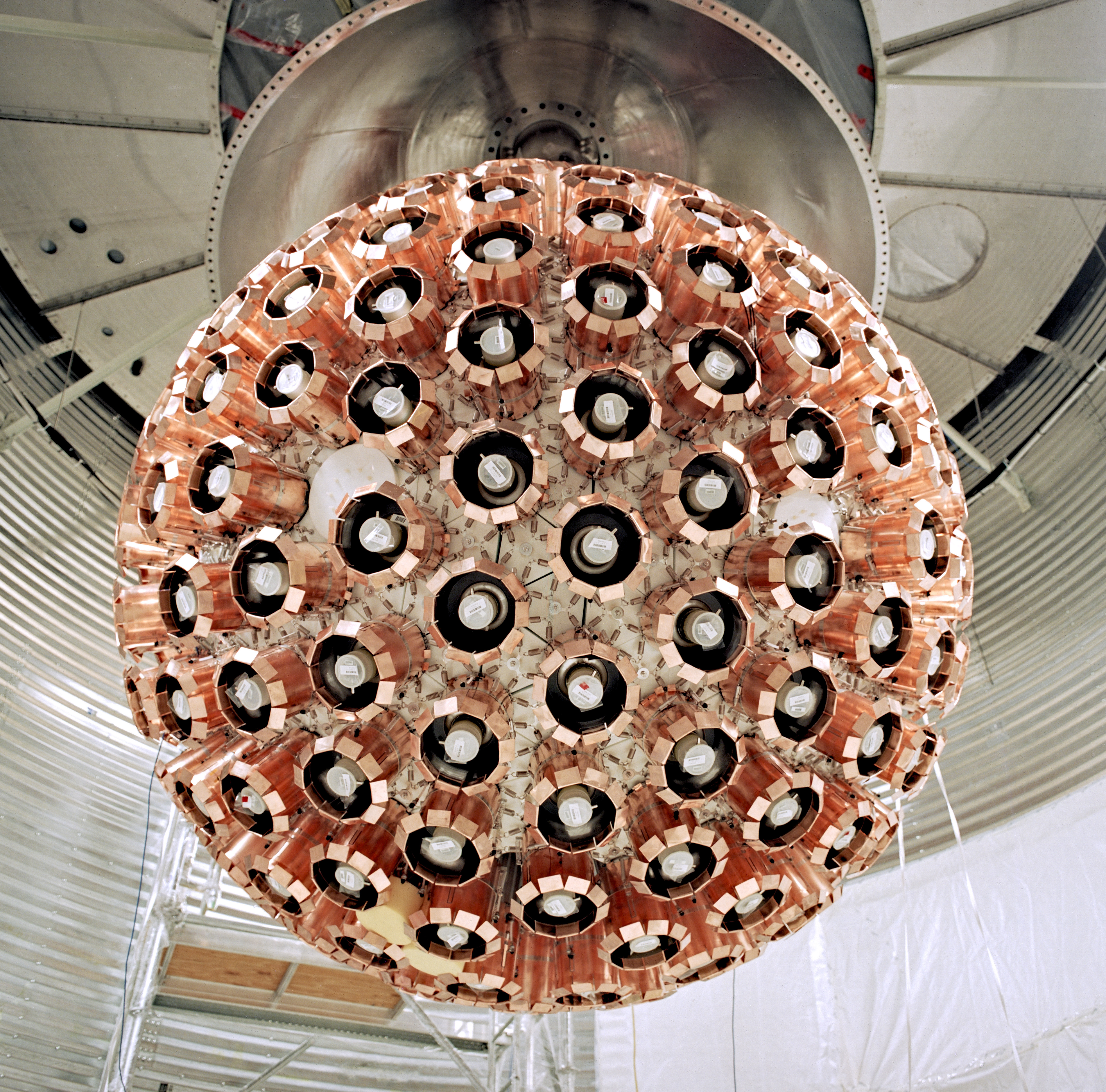
Детектор DEAP-3600 во время установки в 2014 году

Хотя доступ осуществляется через шахту, сама лаборатория поддерживается как чистая комната класса 2000 с очень низким уровнем пыли и фоновой радиации. 
SNOLAB — вторая по глубине расположения подземная лаборатория в мире (после лаборатории Цзиньпин в Китае, на 2016 год). Её покрывающая порода толщиной в 2070 м обеспечивает экранирование от космических лучей в 6010 м водного эквивалента (m.w.e), обеспечивая условия низкого фона для экспериментов, требующих высокой чувствительности и необходимости детектирования событий, происходящих с низкой частотой.

## История
На момент своего открытия обсерватория SNO была самым глубоким подземным экспериментом в мире (4800 m.w.e), так как эксперименты на золотом руднике Колар закончились закрытием этой шахты в 1992 году. Многие группы исследователей были заинтересованы в проведении экспериментов на глубине в 6000 m.w.e. 
В 2002 году Канадским фондом инноваций было одобрено финансирование для расширения объектов SNO в лаборатории общего назначения, и в 2007 и 2008 годах было получено больше средств. 
Строительство основного лабораторного пространства было завершено в 2009 году, и вся лаборатория вступила в эксплуатацию в качестве «чистого» пространства в марте 2011 года.
SNOLAB на короткое время стала самой глубокой подземной лабораторией в мире, до тех пор, пока она не была превзойдена подземной лабораторией Цзиньпин в Китае (CJPL) глубиной 2,4 км в конце 2010 года. В CJPL достигается поток мюонов менее 0,2 μ/м²/день, что немного меньше, чем в SNOLAB — 0,27 μ/м²/день. (Для сравнения, поток мюонов на поверхности (на уровне моря) составляет около 15 миллионов μ/м²/день). 
Планировавшаяся лаборатория DUSEL в США, которая была бы глубже, подверглась значительному сокращению, после того как Национальный научный фонд отказал в финансировании в 2010 году.

## Эксперименты
По состоянию на сентябрь 2015 года SNOLAB проводит пять физических экспериментов::2
- HALO (гелий-свинцовая обсерватория) детектор нейтрино от сверхновых
- DAMIC детектор тёмной материи[14][15]
- Прототип поиска тёмной материи PICO 2L[11]:41[16] (PICO - это слияние бывших колабораций PICASSO и COUPP)[17][18]
- Поиски тёмного вещества второго поколения PICO-60[19], ранее называвшиеся COUPP-60[20]
- Детектор тёмного вещества DEAP-3600 второго поколения[21], использующий 3600 кг жидкого аргона[11]:14,21.

В настоящее время строятся ещё четыре эксперимента:
- SNO+ нейтринный детектор (с использованием экспериментальной камеры SNO)
- MiniCLEAN (криогенная низкоэнергетическая астрофизика с благородными газами), детектор тёмной материи[11]:24–32
- SuperCDMS (криогенный поиск тёмной материи) [22][23]
- Детектор DAMIC100[15]:31

Пять экспериментов завершены и больше не работают:
- Первоначальный эксперимент SNO.
- Проект POLARIS, наблюдающий сейсмические сигналы в толще очень твёрдой скалы.
- Поиски тёмной материи первой ступени 4-килограммовой камеры COUPP первого поколения[24][25][26], больше не функционирует[27]:25[28]
- Поиск тёмной материи DEAP-1 [27]:25
- Поиск тёмной материи PICASSO [29]:3.

В дополнительных запланированных экспериментах было запрошено лабораторное пространство, такое как эксперимент nEXO:16:17 COBRA следующего поколения для поиска безнейтринного двойного бета-распада:27 и детектор электростатического тёмного вещества New Experiments With Spheres (NEWS) . Существуют также планы для более крупного детектора PICO-250L:44.
Общая площадь подземных сооружений SNOLAB, в том числе технических и бытовых помещений::26
|              | Общий     | Чистые комнаты | Лаборатория |
| Площадь пола | 7,215 м²  | 4,942 м²       | 3,055 м²    |
| Объём        | 46,648 м³ | 37,241 м³      | 29,555 м³   |